# Elogio di Corneille
L′Elogio di Corneille (Éloge de Pierre Corneille) è un'opera elogiativo-biografica dell'astronomo e letterato francese Jean Sylvain Bailly, che celebra la memoria del drammaturgo Pierre Corneille. L'opera ottenne l'accessit al prix d'eloquence dell'Accademia di Rouen.

## Elaborazione dell'opera
Se Jean Sylvain Bailly intraprese la carriera di biografo puramente per ambizione e con l'intento di diventare segretario perpetuo dell'Accademia delle scienze non è del tutto chiaro. Sappiamo che Bailly ebbe un flirt con le belles-lettres prima di scoprire la matematica; sappiamo anche che per tutta la vita continuò a scrivere poesie occasionali; abbiamo anche la testimonianza di Lalande secondo cui «il suo gusto per la letteratura lo rilassava dal suo lavoro astronomico». Quello che sappiamo è anche che l'insigne matematico D'Alembert consigliò a Bailly di scrivere biografie elogiative di illustri personaggi del passato, perché era necessario per l'avanzamento di carriera nel mondo accademico.
Quando nel 1768 l'Accademia di Rouen, accademia letteraria francese, propose un concorso per éloge celebrativi dedicati al drammaturgo Pierre Corneille, Bailly decise di partecipare, scrivendo un proprio elogio, e intitolandolo Éloge de Pierre Corneille. Bailly riuscì comunque ad entrare nella rosa dei finalisti, ma al termine del concorso, nella sessione pubblica del 25 agosto, la sua opera ottenne solo una menzione d'onore, un accessit, senza conquistare il prix d'eloquence.
Secondo il suo biografo di Bailly, Edwin Burrows Smith «La critica letteraria di Bailly è stata certamente meno profonda del suo giudizio scientifico ma non si può non rimanere impressionati dalla latitudine dei suoi interessi». E l′Éloge de Corneille rivela un'immaginazione e un affinamento di gusto che sono «piacevoli aggiunte alla sua mente scientifica».

## Contenuto

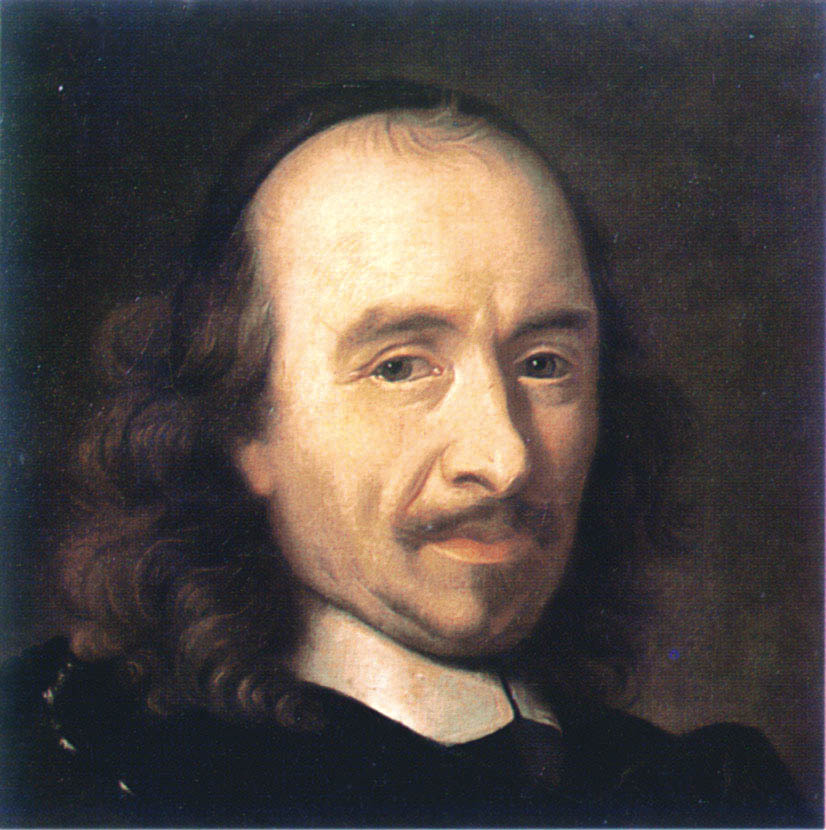
Pierre Corneille

Il lavoro è diviso in due parti: la prima esamina le singole opere di Corneille e il suo contributo al teatro; la seconda si occupa di determinare l'influenza di Corneille sui suoi contemporanei e l'andamento della drammaturgia nei suoi successori.
Il giudizio di Bailly verso le opere di Corneille è interessante e generalmente d'accordo con quello della critica moderna, se si eccettua la sua ammirazione per La morte di Pompeo.
Bailly attribuisce il successo di Corneille alla sua abilità nel creare vraisemblance, nel far derivare l'azione dalle emozioni dei suoi personaggi e di far identificare con essi lo spettatore. Bailly scrive che Corneille è stato: «il primo [...] ad aver mostrato la passione contro la passione, ad aver impiegato l'arte sconosciuta di rendere una situazione terribile sacrificando gradualmente le sue vittime per gradi e penetrando a colpi doppi l'anima di chi guarda».
Medea, per Bailly, sarebbe stato più convincente «se le risorse fossero state applicate più sul suo coraggio che non in un'arte il cui prestigio è venuto meno: il meraviglioso in effetti non era ancora stato bandito dalle scene; aspettava solo Corneille per scomparire».
Questo cambiamento avviene ne Il Cid, dove Rodrigo è per Bailly «l'uomo animato dalle sue inclinazioni». E nell'opera «i crimini non vengono accumulati; tutto si incatena come nel corso della vita; l'imprudenza di un solo uomo crea di tutto».
Bailly interprets Il Cid come un conflitto tra amore e dovere, ovvero tra l'inclinazione naturale all'amore e la fedeltà ad un codice d'onore ormai logoro.
(Bailly nell′Éloge de Corneille.)
Bailly elogia anche l′Orazio scrivendo: «questa tragedia sarebbe un capolavoro dello spirito umano se finisse al quarto atto», facendo riferimento al fatto che il finale, nel quinto atto, è positivo il che non rende l'opera una vera tragedia. Bailly elogia anche Cinna, Poliuto, e Rodoguna.
Invece è meno entusiasta dell'Eraclio, del Don Sancio d'Aragona, di Nicomede, di cui da solo brevissimi accenni, e del Sertorio. Di quest'ultima opera addirittura Bailly non ha nulla da dire, e, molto sorprendentemente in un éloge, scrive anche del declino di Pierre Corneille. «Corneille — scrive Bailly — lascia un esempio importante. Quale uomo può vantare di non sopravvivere al suo talento? Le idee di Corneille si sono esaurite, la sua grande anima ha perso la sua forza. Il genio può dunque invecchiare!».
Ma la più alta lode di Bailly a Corneille è che secondo lui questi fu un innovatore. «Che distanza infinità c'è tra i pezzi di Hardy e la Melita di Corneille, e poi dalla Melita a Il Cid, et da Il Cid a Cinna». E ancora prosegue: «L'elevazione comica è nata con Il bugiardo... l'opera stessa è dovuta al genio di Corneille».
La scenotecnica di Corneille è lodata per la continuità d'azione, per il fatto che i personaggi siano presenti solo quando questi sono necessari per contribuire all'azione, e, di conseguenza, è lodato anche l'interesse costante verso gli stessi personaggi.
Soprattutto, le sceneggiature sono animate da un tipo di dialogo, la cui paternità è rivendicata a Corneille da Bailly, un dialogo breve, compresso, in cui le idee, spesso contenute in un emistichio, vengono fuori come tanti colpi in rapida successione.
Bailly accetta il punto di vista del suo tempo: vede in Corneille uno scopo didattico dominante. Infatti scrive: «Lo scopo di Corneille era quello di formare gli uomini; ed è per questo motivo che lui va omaggiato anche come filosofo». E aggiunge: «Oseremmo dire che egli ha visto il teatro come una scuola pubblica».
Se per Bailly il pregiudizio popolare resiste sempre alla "ragione" del filosofo, questo non vale per il poeta, che non parla mai a suo nome, ed anzi identifica il suo ascoltatore con il personaggio sul palco. Il pubblico, così, che condanna i vizi e applaude la virtù rappresentata nell'opera, non fa altro che esercitare la propria "ragione". «Così come il poeta illuminato appare solo nel dipingere la natura, sia gli uomini che hanno bisogno di essere sedotto per essere illuminati, allo stesso mod gli uomini hanno bisogno di essere sedotti per essere illuminati».
L′éloge termina con un esame generale del teatro classico, al quale, secondo Bailly, Corneille ha lasciato un'impronta maggiore rispetto al suo grande avversario, il drammaturgo Jean Racine.
(Bailly nell′Éloge de Corneille.)
In effetti, anche il biografo di Bailly, Arago scrive, a proposito dell'elogio: «Leggendo questo lavoro possiamo rimanere un po' sorpresi dalla distanza immensa che il modesto, timido e sensibile Bailly pone tra il grande Corneille, il suo prediletto autore teatrale, e Jean Racine».

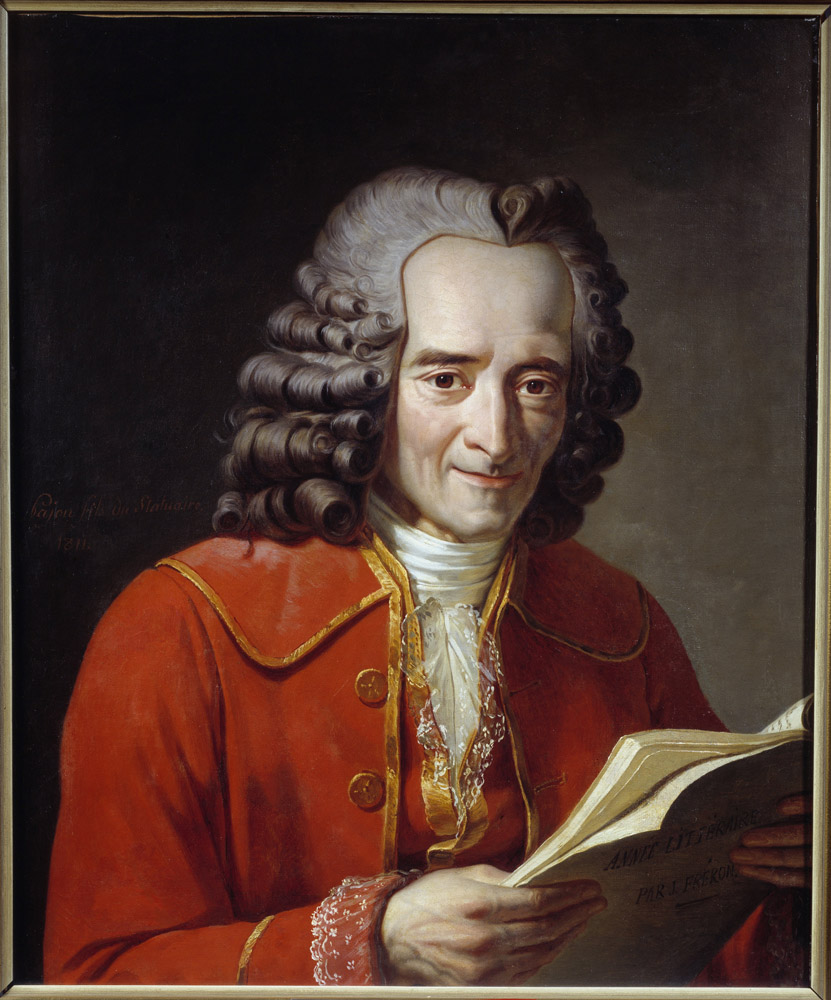
Jacques Augustin Catherine Pajou, Voltaire che legge, olio su tela, 1811

### L'omaggio a Voltaire
È interessante, in vista dei suoi rapporti successivi con Voltaire, che Bailly guardi al teatro dello stesso Voltaire come il culmine dell'arte classica, con la sua combinazione di effet théâtral e philosophie. Nell'opera infatti Bailly omaggia il teatro di Voltaire, come erede di quello di Corneille.
Un biografo di Bailly, Charles de Lacretelle, suggerisce, con una metafora, che la lode di Bailly a Voltaire nell'elogio di Corneille fosse simile, almeno parzialmente, ad una finzione; infatti, come scrive Lacretelle: «per affrontare un commercio epistolare con lui, ha fatto provviste d'incenso». In altre parole, in vista della loro successiva corrispondenza nelle Lettres sur l'origine des sciences, et sur celle des Peuples de l'Asie, Bailly forse per guadagnarsi la stima e la fiducia del celebre filosofo di Ferney, ebbe comunque bisogno d'incensarlo.
Comunque, considerando il fatto che ci furono ben dieci anni di distanza tra questo elogio e le Lettres e considerando anche che molto probabilmente Bailly non aveva ancora conosciuto Voltaire, è più probabile pensare che le osservazioni celebrative che egli fa su di lui in quest'opera siano più che altro gratuite.